# Joséphine Japy
Pour les articles homonymes, voir Japy (homonymie).
Joséphine Japy, née le 12 juillet 1994 à Paris 17e, est une actrice française.

## Biographie

### Jeunesse et débuts
Joséphine Mahaut Marie Japy naît le 12 juillet 1994 à Paris 17e.

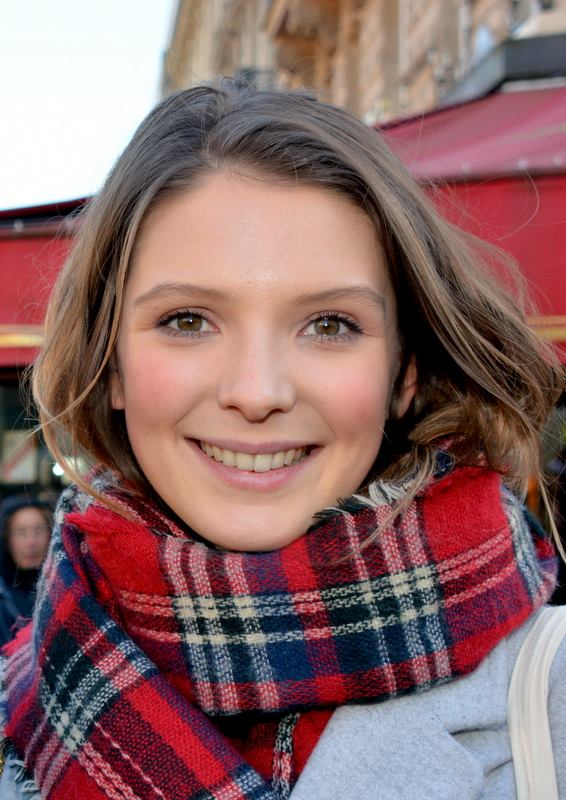
Joséphine Japy au déjeuner des nommés des César du cinéma le 7 février 2015.

### Carrière
C'est à 10 ans, après quelques publicités, que Joséphine Japy fait ses débuts au cinéma dans le rôle de « Belle de jour » des Âmes grises d'Yves Angelo.
En 2009, elle obtient le rôle de Marie, la petite amie de Samy Seghir, dans Neuilly sa mère ! ; c'est là qu'elle est réellement découverte.
En 2011, elle tient un rôle de premier plan auprès de Vincent Cassel dans Le Moine réalisé par Dominik Moll avant d'incarner le personnage de France Gall, fiancée de Claude François (Jérémie Renier) dans Cloclo de Florent Emilio Siri, film biographique consacré au chanteur disparu en 1978.
En 2014, elle tient l'un des premiers rôles de Respire, film de Mélanie Laurent présenté dans la section « Séances spéciales » de la Semaine de la critique 2014 de Cannes. Son interprétation lui vaut d'être nommée pour le César du meilleur espoir féminin 2015 à la 40e cérémonie des César.
En 2019, elle incarne le rôle principal féminin aux côtés de François Civil dans la comédie romantique Mon inconnue d'Hugo Gélin.
En 2021, elle incarne Eugénie Grandet dans le film du même nom de Marc Dugain.
En 2023, elle joue le rôle de la femme de Bernard Tapie, Dominique, dans la série Tapie,,. Par la suite, elle tourne avec Ken Scott pour le film Ma mère, Dieu et Sylvie Vartan.
En septembre 2024, elle commence le tournage de son premier film en tant que réalisatrice, intitulé Qui brille au combat. L'histoire est basée sur sa sœur cadette et suit une famille qui doit faire face au grave handicap de leur plus jeune fille,. Le film est présenté en avant-première mondiale au Festival de Cannes 2025 dans la section Séances spéciales.

### Vie privée

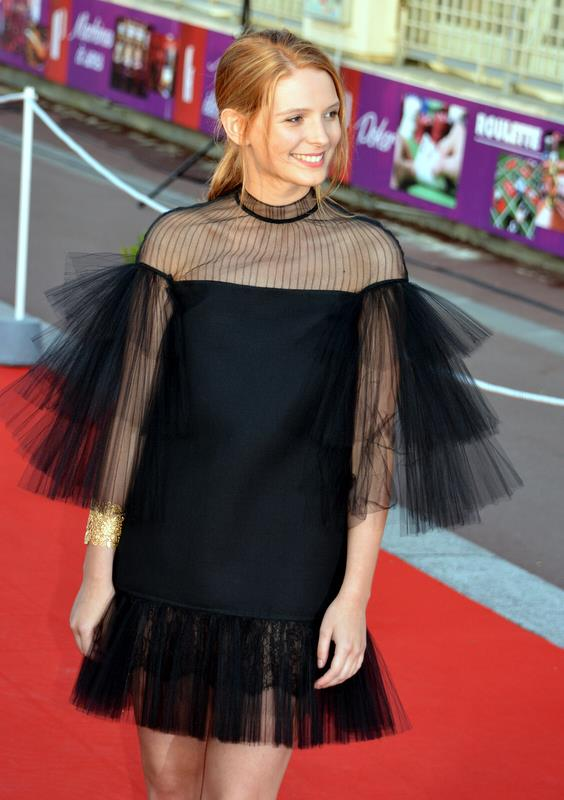
Joséphine Japy lors du Festival du film de Cabourg en juin 2015.

Joséphine Japy est titulaire d'une licence d’histoire depuis 2014 et d'un master en communication de Sciences Po Lyon depuis 2017, alors qu'elle était déjà comédienne, elle a pris des cours sur les industries culturelles et créatives, elle a continué ses études pour entre autres rencontrer d'autres personnes que celles du monde du cinéma où elle avait commencé assez jeune.
Joséphine Japy a grandi auprès d’une petite sœur souffrant d'une maladie génétique entraînant un comportement autistique,
En 2015, elle est en couple avec le chef cuisinier Jean Imbert.

## Filmographie

### Actrice de cinéma
- 2005 : Les Âmes grises d'Yves Angelo : Belle de jour
- 2009 : Neuilly sa mère ! de Gabriel Julien-Laferrière : Marie Pernel
- 2011 : Le Moine de Dominik Moll : Antonia
- 2012 : Cloclo de Florent-Emilio Siri : France Gall
- 2014 : Respire de Mélanie Laurent : Charlie
- 2015 : Un village presque parfait de Stéphane Meunier : La directrice régionale de la Poste
- 2015 : Paris-Willouby de Quentin Reynaud, Arthur Delaire : Lucie Guilby
- 2016 : Irréprochable de Sébastien Marnier : Audrey Pailleron
- 2017 : Un de moins, court métrage de Pauline Rey : Camille
- 2018 : L'Échappée de Mathias Pardo : Tess
- 2018 : Neuilly sa mère, sa mère ! de Gabriel Julien-Laferrière : Marie
- 2018 : Spitak d'Alexandre Kott : Madeleine
- 2019 : Mon inconnue d'Hugo Gélin : Olivia Marigny
- 2019 : Nouvelle Saveur, court métrage de Merryl Roche : Marie
- 2021 : Eugénie Grandet de Marc Dugain : Eugénie Grandet
- 2021 : Les Fantasmes de Stéphane et David Foenkinos : Claire
- 2022 : Jack Mimoun et les secrets de Val Verde de Malik Bentalha et Ludovic Colbeau-Justin : Aurélie Diaz
- 2023 : Sur les chemins noirs de Denis Imbert : Anna
- 2025 : Ma mère, Dieu et Sylvie Vartan de Ken Scott : Litzie Gozlan

### Actrice de télévision
- 2023 : Tapie (série télévisée) de Tristan Séguéla : Dominique Tapie

### Réalisatrice
- 2025 : Qui brille au combat

## Distinctions

### Récompenses
- Festival du film de Cabourg 2015 : Swann d’Or de la révélation féminine pour Respire[15]
- Festival international du film de Belgrade 2015 : meilleure actrice pour Respire[16]

### Nominations
- Césars 2015 : César du meilleur espoir féminin pour Respire[5]
- Lumières 2015 : Lumière de la révélation féminine pour Respire[17]
- Prix Romy-Schneider 2015 pour Respire[18]
- Association des critiques de séries 2024 : Meilleure second rôle 40′ pour Tapie[19]